# بانگ اون جین
بانگ اون جین (کره‌ای: 방은진؛ زادهٔ ۵ اوت ۱۹۶۵) بازیگر و کارگردان فیلم اهل کره جنوبی است. از فیلم‌ها یا برنامه‌های تلویزیونی که وی در آن نقش داشته است می‌توان به آدرس نامعلوم، سقوط بر روی تو و کتاب ماهی اشاره کرد.